# Кумбарджиева къща
Кумбарджиевата къща (на македонска литературна норма: Кумбараџиева куќа) е османска къща, намираща се в град Скопие, Република Македония. Сградата, която е сред най-старите запазени в града, е обявена за важно културно наследство на Република Македония.

## История
Сградата е разположена на улица „Севастополска“ №12 и е остатък от изчезналото старо градско ядро. Построена е в 1885-1886 година от Яшар бег Кумбарджи, потомък на едно от най-старите турски семейства в Скопие. Конаците на семейство Кумбарджи се намирали в близост до Аладжа джамия, от двете страни на Серава. Къщата първоначално представлявала харемлък в комплекса от обекти, изградени около нея. Селямлъкът е разрушен от Скопското земетресение в 1963 година.
В 2008 година градоначалникът на община Чаир Изет Меджити от ДСИ обявява, че къщата, която е държавна собственост, ще се реставрира и ще се превърне в музей на Армията за национално освобождение. Музеят е наречен Музей на свободата и е финансиран с пари от бюджета на град Скопие.

## Архитектура
Архитектурният стил на сградата е съчетание между народна архитектура и европейски стилове. Има правоъгълна основа. Градена е от камък и тухли с хоросан. Покривът е с керемиди. Има приземие и етаж. На приземието има четири големи стаи, до които се стига от централен хол, който в източната си част завършва с дървени двойни стълби, водещи към ката. На ката също има голям затворен чардак, от който се стига до четири симетрично разположени от двете му страни помещения. На западната страна чардакът завършва с тераса.
Красиво изработена е дървенията на прозорците, перилата на стълбището, вратите и на таваните.
Фасадата също е пластично обработена. Терасата има красива ограда от ковано желязо. Декоративни са и вратата към терасата и прозорците.